# Benedetta Glionna
Benedetta Glionna, née le 26 juillet 1999 à Naples, est une footballeuse internationale italienne, qui joue au poste d'attaquante à l'Inter Milan.

## Biographie

### En club
Benedetta Glionna rejoint les équipes de jeunes de l'ASD Fiammamonza à l'âge de douze ans. À quatorze ans, elle fait ses débuts avec l'équipe première du club en troisième division. Glionna inscrit onze buts, permettant au club d'éviter la relégation. Elle forme un duo en attaque avec la joueuse de son âge Sofia Cantore. En mai 2017, l'ASD Fiammamonza est promu en deuxième division.
Ce même intersaison 2017, Glionna et Cantore rejoignent la Juventus FC. En mai 2018, après la victoire lors du barrage face à l'ACF Brescia, Glionna et ses coéquipières sont sacrées championnes d'Italie pour la première fois de l'histoire de la Juventus. Glionna inscrit sept buts en 20 apparitions cette saison. Le 17 décembre 2018, elle reçoit le prix de Golden Girl récompensant la meilleure joueuse de moins de 21 ans des championnats européens,. Lors de la saison 2018-2019, Glionna fait ses débuts en Ligue des champions, et contribue au doublé coupe-championnat réalisé par la Juventus. Cependant, son temps de jeu diminue par rapport à la saison suivante en raison de blessures et d'une concurrence plus importante.
En juillet 2019, Glionna est prêtée à l'Hellas Vérone en compagnie de sa coéquipière Sofia Cantore. Elle marque cinq buts en seize apparitions avec le club véronais.
En juillet 2020, Glionna est à nouveau prêtée, cette fois à la SSD Empoli. Elle marque 15 buts en 21 matchs avec Empoli.
Le 5 juillet 2021, elle est transférée à l'AS Roma, avec qui elle signe un contrat de trois saisons. Le 18 août 2022, elle marque les deux premiers buts de l'histoire de l'AS Roma en Ligue des champions en tour de qualification contre Glasgow City. Au cours de la saison 2022-2023, Glionna contribue à la première victoire du club en Supercoupe d'Italie puis au premier titre de champion d'Italie de la Roma. En octobre 2023, elle prolonge son contrat jusqu'en 2026.

### En sélection
Benedetta Glionna est surclassée en équipe d'Italie des moins de 17 ans, et marque un but pour sa première sélection.
Glionna participe au Championnat d'Europe des moins de 19 ans 2017.
Le 20 janvier 2018, elle honore sa première sélection en équipe d'Italie contre la France dans le cadre d'un match amical.
En juillet 2023, elle est sélectionnée par Milena Bertolini pour disputer la Coupe du monde 2023. Elle ne dispute qu'une minute de jeu lors de l'ultime match de poules face à l'Afrique du Sud.
Le 25 octobre 2024, Glionna inscrit son premier but en sélection lors d'une victoire 5-0 face à Malte en match amical,.

## Palmarès

### En club
- Juventus FC
  - Vainqueuse du Championnat d'Italie en 2018 et 2019
  - Vainqueuse de la Coupe d'Italie en 2019

- AS Roma
  - Vainqueuse du Championnat d'Italie en 2023 et 2024
  - Vainqueuse de la Coupe d'Italie en 2024
  - Vainqueuse de la Supercoupe d'Italie en 2022

### Distinctions individuelles
- Élue Golden Girl en 2018